# موراشی
شهر موراشی (به روسی: Мураши) در کشور روسیه و در اوبلاست کیروف واقع شده‌است.